# Фізіологія рослин

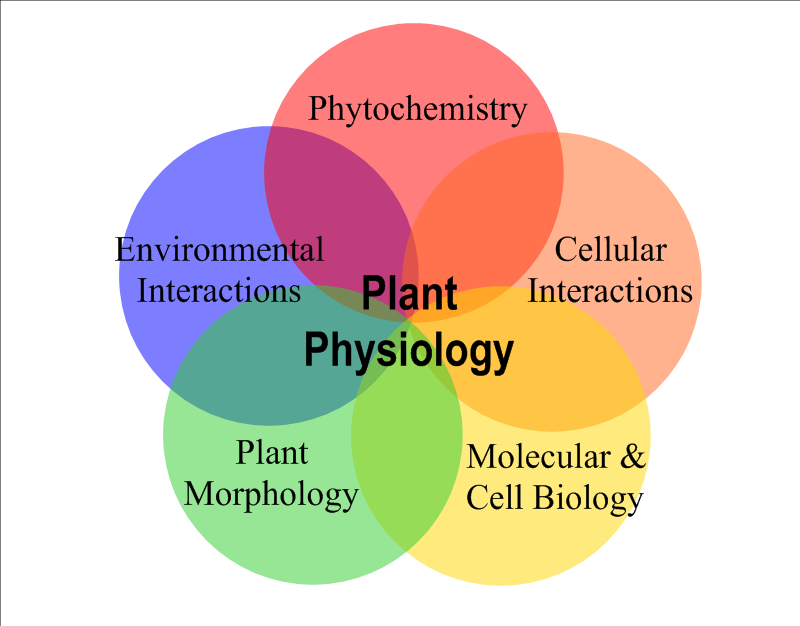
Графічне зображення складових фізіології рослин.

Фізіоло́гія росли́н — наука, що вивчає всі процеси діяльності й функції рослинного організму, їхні взаємозв'язки і зв'язки з навколишнім середовищем.
Фізіологія рослин — наука про функціональну активність рослинних організмів і механізми процесів рослинних систем різних рівнів їх організації — від субклітинних структур до цілісних рослин. Фізіологія рослин досліджує структуру і функції рослинного організму, механізми мінерального живлення, фотосинтезу, транспорту речовин, дихання, системи регуляції й інтеграції окремих елементарних реакцій до рівнів фізіологічної функції, водний режим, механізми росту, розвитку та їх регуляції, вплив факторів середовища та природу стійкості рослин до несприятливих умов довкілля.
Основне завдання фізіології рослин полягає в одержанні й узагальненні нових знань про фізіологічні процеси в рослинному організмі та можливості управління продукційним процесом рослинних угруповань з метою створення теоретичної бази раціонального використання й захисту рослинного світу.

## Методологія
Методологія фізіології рослин заснована на уявленнях про рослинний організм як складну саморегулюючу систему, з ієрархією різних структурних рівнів — від сублікатних (макромолекул) до цілісної рослини. Для пізнання фізіологічних закономірностей життєвих функцій рослини використовуються такі методи:
- Аналітичний метод;
- Синтетичний метод;
- Методи прикладної фізіології;
- Історичний метод;
- Методи еволюційної фізіології.

## Фізіологія рослин в Україні
В Україні в першій половині XIX ст. до розвитку фізіології рослин спричинився Нестор Максимович-Амбодик, який, зокрема, дослідив питання про обмін речовин. Від середини XIX століття осередками розвитку фізіології рослин в Україні були кафедри ботаніки при університетах, а також у вищих сільськогосподарських школах і на аґрономічних науково-дослідних станціях. У тих установах у XIX — на початку XX століть працювали такі видатні фізіологи, як Й. Баранецький (вивчав осмотичні властивості клітин), Костянтин Пурієвич (енергетика фотосинтезу), В. Залеський (перетворення білкових і фосфорових речовин), Ф. Породько (проблеми хемотропізму), Євген Вотчал, засновник школи українських ботаніків-фізіологів, до якої належали Аркадій Оканенко, В. Колкуров, О. Табенцький, І. Толмачов, А. Кекуха, Олександр Льовшин та ін.
З заснуванням 1918 року УАН у Києві фізіологічні проблеми рослин досліджували створені в її системі три кафедри: біології сільськогосподарських рослин, фізичної фізіології і хімічної фізіології рослин, які згодом (1934) увійшли в склад Інституту ботаніки АН УРСР (після війни — Інститут фізіології рослин АН УРСР), а також катедри високих шкіл. У центрі дослідів — проблеми живлення рослин, водного режиму і транспірації в польових умовах, яким уже раніше приділяв увагу Є. Вотчал, а згодом його учні А. Оканенко, Л. Максимчук та ін. Систему органо-мінерального живлення рослин, фізіологічної дії різних мікроелементів досліджували П. Власюк, Олександр Душечкін, Т. Демиденко, Федір Мацков, З. Климовицька, А. Макарик, Е. Рудакова та ін.; обмін речовин, дихання рослин — С. Гребінський; питання зимостійкости і солестійкости рослин — Д. Проценко, Л. Поліщук, Іван Білокінь, О. Білецька та ін. Методу радіоактивних ізотопів для вивчення надходження речовин у рослині застосовують Д. Гродзинський, Ю. Поруцький та ін.
Фізіологічну роль світла вивчали Володимир Любименко, А. Оканенко, Я. Ромашко; фотохімію хлорофілу — В. Дайн, Й. Ділунг; питання біосинтези хлорофілу і каротину розробила Є. Судьїна. Молекулярну організацію фотосинтетичного апарату хлоропластів досліджують А. Островська, М. Гамаюнова, С. Кочубей; енергетичний обмін рослин з оточенням розглядають Г. Ількун, Г. Самохвалов. Біофізичний напрям у дослідженнях фотосинтези вводять Г. Гродзинський, М. Бідзіля, Б. Гуляєв.
Проблему росту й розвитку рослин досліджував М. Холодний, який розробив 1926 року гормональну теорію тропізмів. Вплив фітогормонів на розвиток плодів вивчав О. Єврейський; стадійний розвиток рослин — Т. Лисенко, А. Сапєгин, Н. Брагинець та ін.; веґетативне розмноження рослин — М. Любинський; корелятні зв'язки між надземними і підземними органами рослин залежно від умов оточення — А. Закордонець, К. Ситник й ін.; біосинтезу обміну нуклеїнових кислот у вищих рослин у зв'язку з ростом — Г. Семененко. Новітній біохімічний напрям у вивченні росту узагальнено 1966 року в монографії «Фізіолого-біохімічні основи росту рослин» (О. Бойчук, Я. Дудинський, Л. Мусатенко, Р. Процко); проблему полярності в обміні речовин і розвитку рослин розробляє Г. Молотковський. Ролю алелопатичної взаємодії в природних і штучних ценозах на фонах ін. форм взаємодії висвітлює А. Гродзинський («Основи хімічної взаємодії рослин», 1973). Вплив промислового забруднення на метаболізм вивчають фізіологи Донецького ботанічного саду та н.-д. інти у великих промислових осередках. Над вивченням особливостей пересування й відкладання речовин у запас та біохімії тканин провідних пучків і паренхіми працювали І. Вивалько, В. Лемпицька та ін.
З 1977 під керівництвом К. Ситника розпочато роботи в напрямі кріофітофізіології з метою розробки метод збереження життєздатності рослинних організмів при низьких температурах, кріоконсервації цих об'єктів та ін.

## Напрямки досліджень
Основні напрямки досліджень:
- Функції рослинної клітини й біогенез її органел.
- Системи регуляції та інтеграції процесів у рослинному організмі.
- Фотосинтез, його організація й продуктивність.
- Дихання і його зв'язок з фізіологічними процесами рослинного організму.
- Транспорт речовин у рослинах.
- Водний обмін рослин.
- Мінеральне живлення рослин, роль макро- і мікроелементів.
- Фізіологія симбіотичної азотфіксації.
- Ріст і розвиток рослин, фізіологія розмноження, механізми старіння.
- Фітогормони, гальмувачі росту та їх синтетичні аналоги.
- Фізіологія стійкості рослин, фізіологічна адаптація, стресові стани рослин.
- Патофізіологія рослин, алелопатичні явища.
- Фізіологічні основи продукційного процесу.
- Еволюційна фізіологія рослин.